# モルガネラ属
モルガネラ属はグラム陰性の非芽胞形成通性嫌気性桿菌。周鞭毛を有する。腸内細菌科に属し、基準種はMorganella morganii。プロテウス族に分類され、もともとはプロテウス属とみなされていた。名称はこの菌を最初に研究したハリー・ド・リーマー・モルガンに因む。GC含量は50。
動物の腸内で見られ、日和見感染の原因菌のひとつ。ウレアーゼ陽性、リパーゼ陽性。オキシダーゼ陰性。リシン鉄寒天培地では無色のコロニーとして確認される。グルコースやマンノース、酒石酸が利用でき、硝酸を亜硝酸に還元する。生育にはパントテン酸とニコチン酸を要求する。また、モルガノシンと呼ばれるバクテリオシンを生産する。